# Kalafior

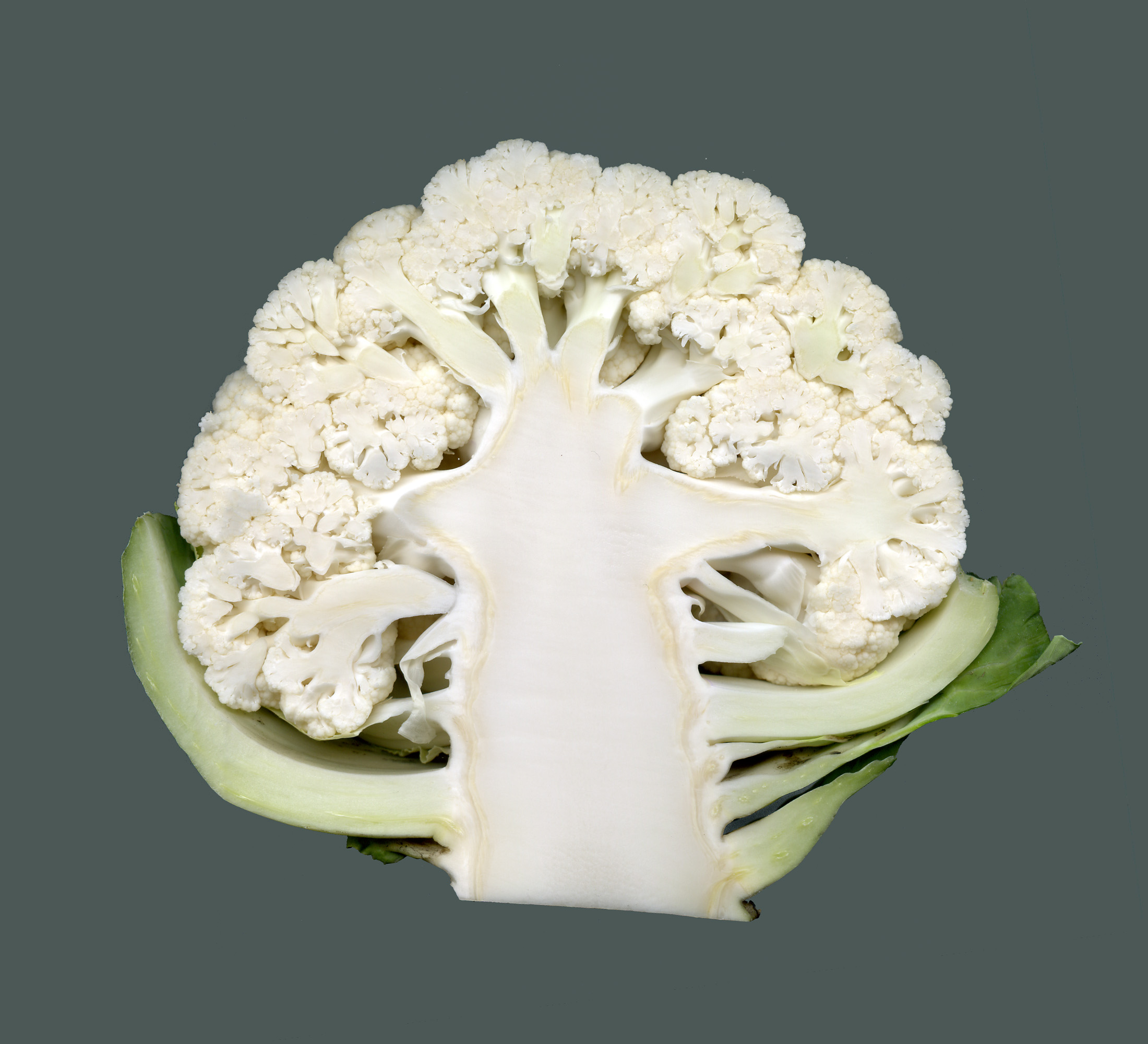
Przekrój przez różę kalafiora

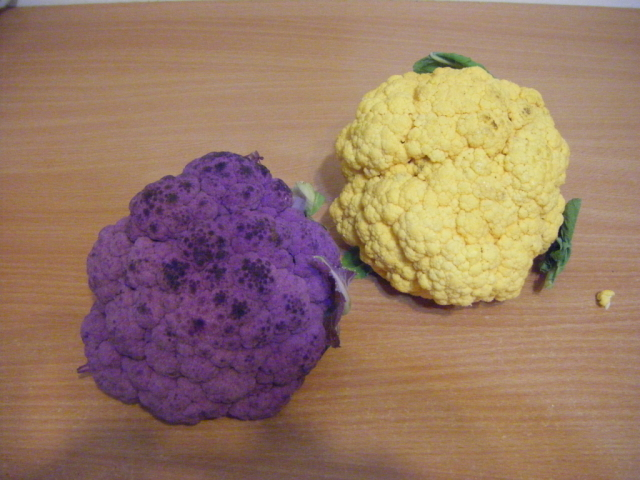
Odmiany uprawne

Kalafior (Brassica oleracea var. botrytis L.) – odmiana kapusty warzywnej. Jest to roślina jednoroczna należąca do rodziny kapustowatych.

## Morfologia
ŁodygaPęd główny jest silnie skrócony i walcowaty. Podczas wzrostu wytwarza tzw. różę – zwarte skupienie skróconych, mięsistych pędów kwiatowych. Róże mogą być białe, kremowe, zielone. Z wiekiem róża się rozluźnia, a na jej obwodzie wyrastają pędy wykształcające płodne kwiaty.
LiścieWyrastają z dolnej części łodygi i częściowo okrywają olbrzymi kwiatostan (różę). Czasem przerastają ją (tj. wyrastają między pędami skróconymi).
KwiatyWykształcają się na pędach bocznych wyrastających na obwodzie mięsistej róży, podobne jak u innych kapustnych, jasnożółte, drobne.
OwoceŁuszczyna.

## Zastosowanie
WarzywoCzęścią jadalną są mięsiste pędy skrócone (tzw. róża). Ich masa waha się w granicach od 25 dag do 2 kg. Roślina znana była już w starożytnym Rzymie i Grecji, skąd rozprzestrzeniła się do innych krajów. W Polsce zaczęto uprawiać to warzywo na przełomie XVI i XVII wieku. Prawdopodobnie sprowadziła go do Polski Bona Sforza.
Wartości odżywczeKalafior zaliczany jest do cenniejszych warzyw z uwagi na swój skład chemiczny, a także walory smakowe i dietetyczne. Zawiera m.in.: sód, potas, magnez, wapń, mangan, żelazo, miedź, cynk, fosfor, fluor, chlor, jod, karoteny, witaminy: K, B1, B2, B6, C; kwasy: nikotynowy i pantotenowy. Poza tym w skład kalafiora wchodzą olejki eteryczne, nadające mu przykry zapach podczas gotowania, w trakcie którego wydziela się siarka.

## Uprawa
Najlepszym stanowiskiem pod uprawę kalafiora są miejsca nasłonecznione. Roślina wymaga gleb bogatych w próchnicę i związki mineralne (zwłaszcza wapń). Należy unikać gleb piaszczystych – ze względu na płytki system korzeniowy należy uprawiać go w ziemi dobrze zatrzymującej wilgoć. Ze względu na duże wymagania pokarmowe, wskazane jest zasilenie gleby w roku poprzedzającym uprawę obornikiem lub kompostem. W zależności od odmiany kalafiora wysadza się go do skrzynek w lutym, marcu bądź nawet w czerwcu. Sadzonki należy sadzić w rozstawie co około 40 cm.

## Niektórekultywary
- Idol
- Pionier
- Zelandia
- Master
- Stella Nowa
- Erfurcki 150
- Ekspres
- Inspektowy z Mor